# Борисюк, Иван Иванович
Иван Иванович Борисюк (1914—1944) — младший лейтенант Рабоче-крестьянской Красной Армии, участник Великой Отечественной войны, Герой Советского Союза (1943).

## Биография
Иван Борисюк родился 13 ноября 1914 года в селе Селевинцы (ныне — Немировский район Винницкой области Украины) в семье крестьянина. После окончания четырёх классов школы в селе Монастырок работал председателем колхоза. В 1934—1938 годах проходил службу в Рабоче-крестьянской Красной Армии. В 1941 году был повторно призван на службу. С начала Великой Отечественной войны на её фронтах. Участвовал в боях на Западном, Центральном и 2-м Белорусском фронтах. В 1942 году вступил в ВКП(б). К июлю 1943 года младший лейтенант Иван Борисюк командовал взводом 45-миллиметровых орудий 676-го стрелкового полка 15-й стрелковой дивизии 13-й армии Центрального фронта. Отличился во время Курской битвы.
5 июля 1943 года у деревни Новый Хутор Глазуновского района Орловской области Борисюк совместно со своим взводом отразил атаку 8 танков противника, подбив 2 из них. 6 июля у деревни Снава Поныровского района Курской области Борисюк участвовал в отбитии атаки около 100 немецких танков. В том бою его взвод уничтожил 11 танков, 6 из которых — лично Борисюк.
Указом Президиума Верховного Совета СССР от 7 августа 1943 года за «образцовое выполнение боевых заданий командования на фронте борьбы с немецко-фашистским захватчиками и проявленные при этом мужество и героизм» младший лейтенант Иван Борисюк был удостоен высокого звания Героя Советского Союза с вручением ордена Ленина и медали «Золотая Звезда» за номером 1082.
28 июля 1944 года Борисюк погиб в бою у города Хайнувка в Польше. Похоронен в Хайнувке.
Был также награждён орденом Отечественной войны 2-й степени. В честь Борисюка названа улица в селе Селевинцы. В память о Борисюке установлена мемориальная доска в селе Кирово Немировского района.